# كييتا سايتو
كييتا سايتو (باليابانية: 齋藤 恵太) (مواليد 31 مارس 1993)، هو لاعب كرة قدم ياباني سابق كان يلعب كمهاجم.

## وصلات خارجية
- كييتا سايتو على موقع رابطة كرة القدم اليابانية للمحترفين (اليابانية)
- كييتا سايتو على موقع قاعدة بيانات كرة القدم.إي يو (الإنجليزية)
- كييتا سايتو على موقع Soccerway.com (الإنجليزية)
- كييتا سايتو على موقع عالم كرة القدم.نت (الإنجليزية)